# Selvforsørgende
Selvforsørgende er bl.a. et begreb, der anvendes i EU's opholdsdirektiv for at beskrive en EU-borger, der hverken er arbejdstager, selvstændig erhvervsdrivende, tjenesteyder, udstationeret eller studerende. Men som på anden vis råder over tilstrækkelige økonomiske midler til at kunne klare sig selv uden at blive en belastning for det sociale system i det EU-land, som han eller hun har bosat sig i. Danske statsborgere, som ønsker at bo i andre EU-lande, kan f.eks. være selvforsørgende, hvis de lever af dagpenge fra en dansk A-kasse, af dansk SU, af en dansk pension eller førtidspension eller af indtægt fra et arbejde i Danmark. 
En EU-borger kan også betragtes som selvforsørgende, hvis en anden person påtager sig at forsørge ham eller hende under opholdet. Denne mulighed kan bl.a. udnyttes af personer, som bor i Danmark, og som ønsker at få deres ægtefælle eller kæreste, der er EU-borger, hertil. I disse tilfælde kan EU-borgeren få udstedt registreringsbevis på Statsforvaltningen, hvis den herboende kæreste eller ægtefælle påtager sig og er i stand til at forsørge ham eller hende. Og parret behøver således ikke at søge om familiesammenføring og leve op til de mange krav, som der er for det.
EU´s medlemslande må ikke opstille større krav til indtægt, end hvad der svarer til den laveste sociale ydelse i det pågældende land. I Danmark betyder det, at en EU-borger råder over tilstrækkelige midler og dermed har ret til at bo i Danmark, hvis hans eller hendes indtægt svarer til starthjælpen, som er på cirka 5.000 kroner om måneden før skat. 